# Dinastia Pahlavi

Dinastia Pahlavi (persană: دودمان پهلوی) a fost ultima monarhie care a dominat în Iran, guvernând între anii 1925-1979. A fost precedată de dinastia Qajară și urmată de Republica Islamică Iran (persană: جمهوری اسلامی ایران).

## Context

### Lovitura de stat din 1921

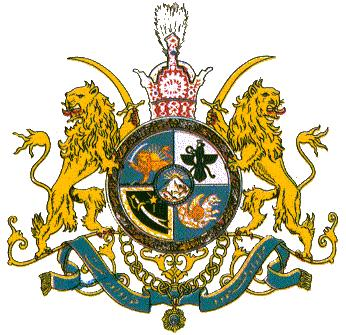
Stema dinastiei Pahlavi

Relațiile internaționale ale Iranului s-au schimbat radical după Primul Război Mondial. Imperialismul rusesc a fost îndepărtat de pe arena internațională de către Revoluția din Octombrie. Marea Britanie era dispusă spre crearea unui stat naționalist puternic, care să reziste unei amenințări bolșevice. Vothuq al-Dawleh, a încercat să încredințeze acest proces Marii Britanii. Tratatul din august, semnat în anul 1919,  nu a fost niciodată ratificat de către Majles (parlamentul iranian), care ar fi constituit un protectorat britanic virtual. Această acțiune nu a fost binevenită în rândurile liderilor constituționaliști și religioși. Un grup de activiști politici anglofili, condus de Sayyed Zia al-Din Tabataba’i, un tânăr jurnalist cu legături britanice, a planificat lovitura de stat care ar păstra monarhia, dar și constituirea unui guvern puternic pentru a putea preveni pătrunderea crezului bolșevic care câștiga rapid popularitate, și urma să fie efectuată de un ofițer militar modern. Reza Khan a efectuat lovitura de stat din 21 februarie 1921, în calitate de comandant al Brigăzii de cazaci.
Ascensiunea lui Reza Khan și crearea armatei moderne sunt strâns legate. A început să creeze o armată permanentă de îndată ce a devenit ministru de război. Pe măsură ce construia o armată nouă, Reza Khan își consolida și puterea politică.

### Constituirea dinastiei Pahlavi

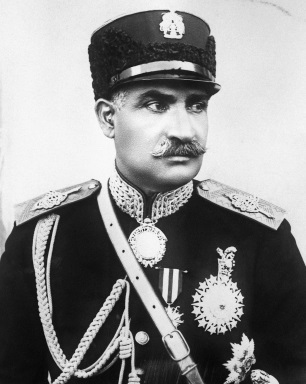
Reza Shah Pahlavi

Reza Khan a devenit prim-ministru, după ce a dejucat un complot de asasinare care îl implica pe fostul premier Qavam al-Saltaneh. Se gândea să înființeze o republică, așa cum a făcut contemporanul său, Kemal Atatürk în Turcia, dar a abandonat ideea, în favoarea monarhiei. În februarie 1925, cu o majoritate covârșitoare, Majles îi oferă poziția de comandat șef al armatei, o poziție care este rezervată monarhului conform articolului 50 din Suplimentul Legii Fundamentale.  La sfârșitul lunii octombrie 1925, Majles a desființat dinastia Qajară și a ordonat alegerea unei Adunări Constituante pentru a schimba Legile Fundamentale. Reza Khan și-a asumat numele de familie – Pahlavi, în vederea reînvierii gloriei imperiale a Iranului preislamic în viitoarea sa domnie, a fost votat Shah de către adunarea Constituantă în decembrie 1925. Dinastia Qajară a fost astfel înlocuită de dinastia Pahlavi. În aprilie, anul următor, Reza Khan s-a încoronat singur, precum eroul său Napoleon, cu titlul Shahanshah (rege) al Iranului.
Reza Khan a folosit titlul de Sardar-e Sepah (Mareșal al Armatei) până când a devenit rege în 1925. Până la sfârșitul domniei sale și mai departe, conducerea Pahlavi a rămas strâns asociată cu conducerea noii elite a ofițerilor armatei.

## Domnia lui Reza Shah (1926-1941)
Primind coroana în 1926, a început să consolideze puterea prin construirea și întărirea celor 3 piloni – armata, birocrația guvernamentală și patronatul curții, care făceau parte la rândul lor din Noua Ordine. Pentru prima dată, de la Safavizi, a putut să controleze societatea prin instrumente extinse de administrare, prin reglementări și dominare. După ce a consolidat puterea, Reza Shah a continuat să implementeze reforme sociale, culturale și economice.
Primul pilon și central din Noua Ordine a fost armata modernă. Bugetul anual de apărare a crescut de 5 ori, din 1926 până în anul 1941, în timp ce legea conscripției și-a extins raza de acțiune asupra populației – mai întâi prin sate, orașe, apoi printre triburile nomade – forțele armate au crescut de la 5 divizii însumând 40 000 de oameni, la 18 divizii, cu un total de 127 000 de oameni. Reza Shah a purtat uniformă militară pentru toate ocaziile publice. A oferit ofițerilor de carieră un nivel de trai peste nivelul de trai al celorlalți salariați. Le-a vândut terenurile statului cu un preț redus și a trimis absolvenți ai academiilor militare la St. Cyr în Franța. A promovat vechii colegi din Divizia de cazaci la conducerea noilor divizii de armată, a tratat dur orice semn de neloialitate.

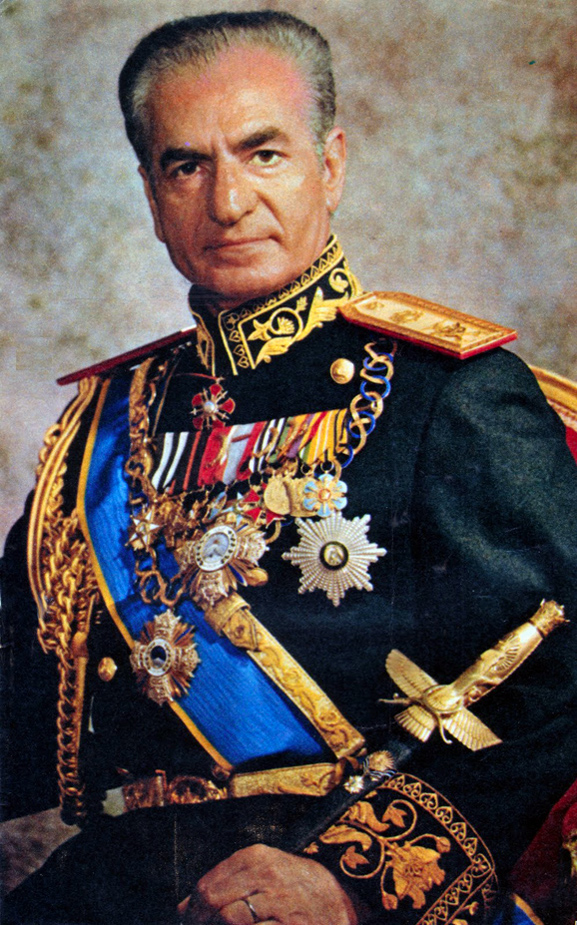
Mohammad Reza Shah Pahlavi (1941-1979)

Prințul moștenitor, Mohammad Reza, a fost educat preponderent în instituții militare, cu excepția  unei scurte pauze la școala din Elveția, iar în anul 1940, a fost însărcinat ca inspector special pentru forțele armate.
Reza Shah, de asemenea, a întărit Noua Ordine cu o birocrație de stat modernă. Ministerul de Interne, care supraveghea poliția, adiminstrația internă, serviciil medicale, electorale și recrutarea militară, a fost reorganizat în întregime. Vechea diviziune a câtorva provincii mari (alayat) și districte mici (vilayat) a fost anulată. În schimb, ministerul a fost structurat în 11 provincii (ostan), 49 de județe (shahrestan) și numeroase municipii (bakhsh) și districte rurale (dehestan). Provinciile erau administrate de guvernatori generali, județele - de guvernatori, municipiile - de primari, iar unele districte rurale - de consilii oficiale numite de către Ministerul de Interne.
Al treilea pilon în Noua Ordine a servit – patronatul curții. Moșiile, care erau concentrate în provincia Mazandaran, au fost obținute parțial prin confiscări definitive, parțial prin vânzări forțate. Delegația britanică a raportat exproprierea de pământ a unui proprietar pentru că a complotat împotriva statului. Pe baza acestor proprietăți, au fost înființate hoteluri regale, cazinouri, companii, organizații de caritate, fundații și a dus la o proliferare de poziții la curte. Curtea a devenit un complex militar bogat care oferea posturi profitabile, favoruri și un viitor celor dispuși să servească dinastia Pahlavi.
Pentru a asigura puterea absolută, Reza Shah a desființat ziarele independente, a deposedat deputații de imunitate parlamentară și a distrus partidele politice.

## Societatea și situația politică
Modernizarea a continuat sub cel de-al doilea monarh Pahlavi, Mohammad Reza Shah Pahlavi. În anii 1960 și  1970, a extins în continuare industria, a lărgit accesul la locuri de muncă și la alte oportunități economice, a dezvoltat armata, a limitat influența străină și a dat Iranului un rol influent în afacerile regionale. Cu toate acestea, tensiunile majore nerezolvate au  apărut  în societatea iraniană prin revolte în timpul crizei naționalizării petrolului din 1951-1953 și în 1963 în timpul lunii musulmane Moharram, ca răspuns la anunțul unor reforme guvernamentale. Aceste răspunsuri au provenit din inechitățile în distribuția averilor, concentrarea puterii în mâinile coroanei și al elitelor birocratice, militare și antreprenoriale; din cererile de participare politică din partea unei clase de mijloc în creștere și a membrilor claselor inferioare; o credință că occidentalizarea a reprezentat o amenințare la adresa identității naționale și islamice a Iranului; și polarizarea crescândă între clasele religioase și stat.
Deși la mijlocul anilor 1970 iranienii în ansamblu se bucurau de standarde de trai considerabil mai ridicate și de oportunități mai mari de angajare și educație, tensiunile sociale au rămas nerezolvate. Acestea au fost exacerbate de autocrația regală în creștere, dislocări economice cauzate de infuzia uriașă de noi bogății petroliere, corupție și percepția că șahul, în graba de a se moderniza, nu ține seama de tradițiile naționale și religioase iraniene.
Nemulțumirea a fost exprimată în proteste publice, apoi revolte și demonstrații, care au început în 1977 și s-au răspândit rapid în anul următor. Aceste răsturnări, împreună cu apariția unui lider în persoana Ayatollahului Sayyid Ruhollah Musavi Khomeini și paralizia monarhiei ca răspuns la mișcarea de protest în creștere, au deschis calea pentru Revoluția Islamică. În deceniile care au urmat, acea revoluție a schimbat fundamental guvernarea Iranului, precum și relațiile Iranului cu restul lumii.

## Origini
Reza Khan a luat numele de familie „Pahlavi” într-o încercare explicită de a se asocia pe sine și familia sa cu gloriile Iranului preislamic. „Pahlavi” a fost numele dat Persiei de mijloc, limba Iranului sasanid. O publicație care poartă data iulie-august 1924 (Dhu al Hijja 1342), intitulată Shahanshah Pahlavi, susține că numele înseamnă „civilizat”, „liber”.